# Loriculus aurantiifrons
Loriculus aurantiifrons là một loài chim trong họ Psittacidae.